# Bo Kronqvist
Bo Kronqvist, född 6 juni 1948 i Vasa, död 4 maj 2019 i Nykarleby, var en finlandssvensk lektor, politiker och kulturprofil med ett speciellt intresse för historia och författaren Zacharias Topelius.

## Biografi
Bo Kronqvist var uppvuxen i Vasa, men flyttade som 15-åring med familjen till Nykarleby där hans far Carl Kronqvist blev stadens polismästare.
Kronqvist var lektor och arbetade hela sin karriär som lärare i finska i Nykarleby och var en förespråkare för tvåspråkighet. Dessutom var han styrelsemedlem i Yrkeshögskolan Novia (2007-2010) och direktionsmedlem vid Yrkesakademin i Österbotten (2010–2017). För sitt arbete med utbildning fick Kronqvist år 2011 Svenska folkskolans vänners (SFV) folkbildningpris.
Utöver lärararbetet var Kronqvist museiintendent för Zacharias Topelius födelsegård Kuddnäs där Kronqvist också själv bodde i några år fram till 1991 samt medlem i Nykarleby museistyrelse.

## Kulturverksamhet
Kronqvist var 1972 en av de grundande medlemmarna i Juthbacka teater och deltog i verksamheten både som regissör och skådespelare. Utöver teatern spelade han även rollen som häradshövding Granfelt i filmen Colorado Avenue år 2007 som baserar sig på Lars Sunds roman med samma namn.
Senare var Kronqvist också ordförande för Korsholms musikfestspel åren 2012 till 2019 och styrelseordförande från 2014 till 2018 för bokförlaget Scriptum i Vasa.
För sin insats för att främja den svenska kulturen i Finland tilldelades Kronqvist år 2016 Folktingets förtjänstmedalj.

## Politisk verksamhet
Kronqvist var politiskt aktiv och medlem i Svenska Folkpartiet. I Nykarleby stads stadsfullmäktige var han ledamot sedan år 2000 och var styrelseordförande från augusti 2018 till januari 2019 då han tvingades avgå pga hälsoskäl. Under åren 2013 till 2015 ledde Kronqvist den gemensamma social- och hälsovårdsnämnden i Jakobstadsregionen. Ett speciellt intresse inom vården hade Kronqvist för äldrevården och han var ordförande för seniorboendet Florahemmet i Nykarleby och ledamot i Svenska Seniorer i Finland.